# Anne Hillerman
Pour les articles homonymes, voir Hillerman.
Anne Hillerman, né le 2 octobre 1949 à Lawton (Oklahoma), est une journaliste et une romancière américaine, auteure de romans policiers.

## Biographie
Anne Hillerman est la fille de Tony Hillerman.
Après la mort de son père, elle continue la série Joe Leaphorn et Jim Chee.
Avec Spider Woman's Daughter, elle remporte le Spur Award (en) 2014 du meilleur premier roman des Western Writers of America.

## Œuvre

### Romans

#### SérieJoe Leaphorn, Jim Chee et Bernadette Manuelito
- Spider Woman's Daughter (2013)
  - La Fille de Femme-Araignée, Rivages, coll. « Rivages/Thriller » (2014)  (ISBN 978-2-7436-2816-1), réédition Rivages, coll. « Rivages/Noir » no 1044 (2017)  (ISBN 978-2-7436-4001-9)
- Rock With Wings) (2015)
  - Le Rocher avec des ailes, Rivages, coll. « Collection dirigée par François Guérif » (2017)  (ISBN 978-2-7436-4006-4), réédition Payot & Rivages, coll. « Rivages/Noir » no 1063 (2018)  (ISBN 978-2-7436-4422-2)
- Song of the Lion (2017)
- Cave of Bones (2018)
- The Tale Teller (2019)
  - La Longue Marche des Navajos, Rivages, coll. « Rivages/Noir » no 1124 (2021)  (ISBN 978-2-7436-5234-0), nouvelle édition Payot & Rivages, coll. « Rivages/Noir » no 1124 (2023)  (ISBN 978-2-7436-6008-6)
- Stargazer (2021)
- The Sacred Bridge (2022)
- The Way of the Bear (2023)
- Shadow of the Solstice (2025)

### Autres ouvrages
- Done in the Sun: Solar Projects for Children (1988) coécrit avec Mina Yamashita
- Ride the Wind, USA to Africa. Santa Fe: Rio Grande Pub (1995)
- The Insider's Guide to Santa Fe (1ère ed.) (1998) coécrit avec Tamar Stieber
- Santa Fe Flavors: Best Restaurants and Recipes (2009) coécrit avec Don Strel
- Tony Hillerman's Landscapes: On the Road with Chee and Leaphorn (2009) photographies de Don Strel
- Gardens of Santa Fe (2010) coécrit avec Don Strel

## Prix et distinctions

### Prix
- Spur Award (en) 2014 du meilleur premier roman des Western Writers of America pour Spider Woman's Daughter[1]